# تونی کماس
تونی کُماس (اسپانیایی: Toni Comas‎؛ زادهٔ ۱۹۷۱ میلادی) یک کارگردان فیلم اهل اسپانیا است که تا کنون برندهٔ جوایز گوناگونی شده است.
از فیلم‌ها یا مجموعه‌های تلویزیونی که وی در آن‌ها نقش داشته است، می‌توان به «ایندیانا» اشاره نمود.